# Skeid Fotball 2005
Questa voce raccoglie le informazioni riguardanti lo Skeid Fotball nelle competizioni ufficiali della stagione 2005.

## Rosa
| N. |                     | Ruolo | Calciatore               |
| -- | ------------------- | ----- | ------------------------ |
| 1  | Norvegia (bandiera) | P     | Sebastian Harung         |
| 2  | Norvegia (bandiera) | D     | Jo Andreas Gundersen     |
| 3  | Norvegia (bandiera) | D     | Ole Kristian Lindseth    |
| 4  | Norvegia (bandiera) | D     | Joar Harøy               |
| 5  | Norvegia (bandiera) | D     | Arne Nils Torfinn Jensen |
| 6  | Norvegia (bandiera) | C     | Yngvar Ånensen           |
| 7  | Norvegia (bandiera) | C     | Tom Erik Breive          |
| 8  | Norvegia (bandiera) | C     | Andreas Hagen            |
| 9  | Norvegia (bandiera) | A     | Espen Grina              |
| 10 | Norvegia (bandiera) | A     | Mohammed Abdellaoue      |
| 11 | Norvegia (bandiera) | D     | Mounir El Masrouri       |
| 12 | Norvegia (bandiera) | P     | Anders Søvik             |
| 14 | Norvegia (bandiera) | A     | Christian Sæther Moen    |
| 15 | Norvegia (bandiera) | A     | Petter Larsen            |
| 16 | Norvegia (bandiera) | C     | Simen Røine Johansen     |
| 17 | Norvegia (bandiera) | C     | Steinar Fuglerud         |

| N. |                     | Ruolo | Calciatore         |
| -- | ------------------- | ----- | ------------------ |
| 17 | Norvegia (bandiera) | C     | Amir Sharif        |
| 18 | Norvegia (bandiera) | C     | Vegard Theting     |
| 19 | Norvegia (bandiera) | D     | Kenneth Sola       |
| 19 | Norvegia (bandiera) | A     | Abdurahim Laajab   |
| 20 | Norvegia (bandiera) | A     | Dawda Leigh        |
| 21 | Norvegia (bandiera) | C     | Jone Samuelsen     |
| 22 | Norvegia (bandiera) | C     | Jonny M. Hansen    |
| 23 | Norvegia (bandiera) | D     | Birger Madsen      |
| 24 | Norvegia (bandiera) | D     | Kjetil Berge       |
| 24 | Norvegia (bandiera) | D     | Stig Kallestad     |
| 24 | Norvegia (bandiera) | D     | Magnus Paulsen     |
| 24 | Norvegia (bandiera) | A     | Mustafa Abdellaoue |
| 25 | Norvegia (bandiera) | D     | Eivind Thoresen    |
| 26 | Norvegia (bandiera) | A     | Øystein Rogstad    |
| 27 | Norvegia (bandiera) | C     | Alexander Tettey   |
| 30 | Norvegia (bandiera) | D     | John Arvid Skistad |